# Cardepia albipicta
Cardepia albipicta är en fjärilsart som beskrevs av Hugo Theodor Christoph 1884. Cardepia albipicta ingår i släktet Cardepia och familjen nattflyn. Inga underarter finns listade i Catalogue of Life.